# 大仙鶲
大仙鶲（学名：Niltava grandis）为鶲科仙鶲属的鸟类。该物种的模式产地在印度。

## 亚种
- 大仙鶲指名亚种（学名：Niltava grandis grandis）。在中国大陆，分布于云南等地。该物种的模式产地在印度。[2]
- 大仙鶲云南亚种（学名：Niltava grandis griseiventris）。在中国大陆，分布于云南等地。该物种的模式产地在云南。[3]